# 中条祭り

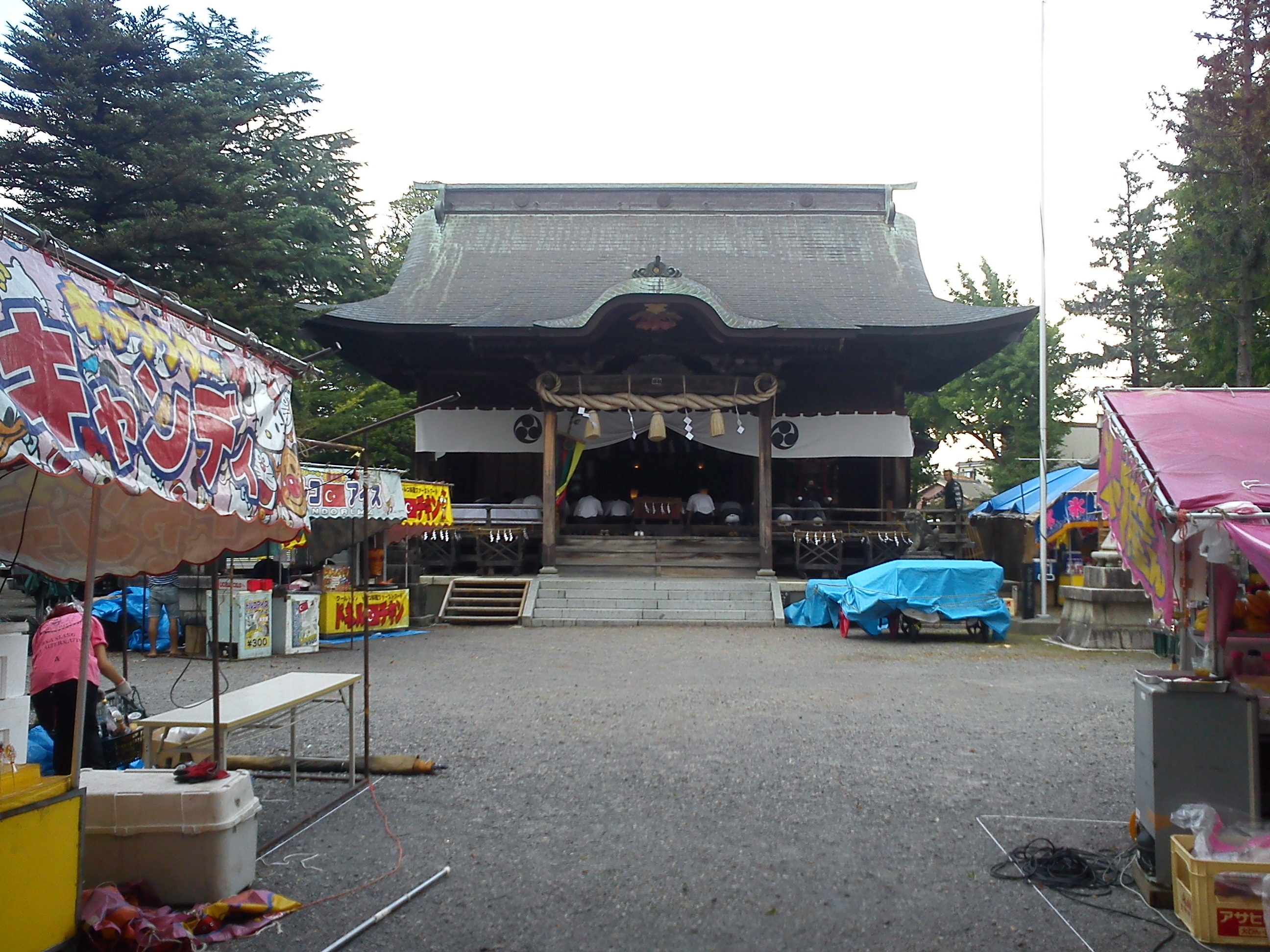
熊野若宮神社

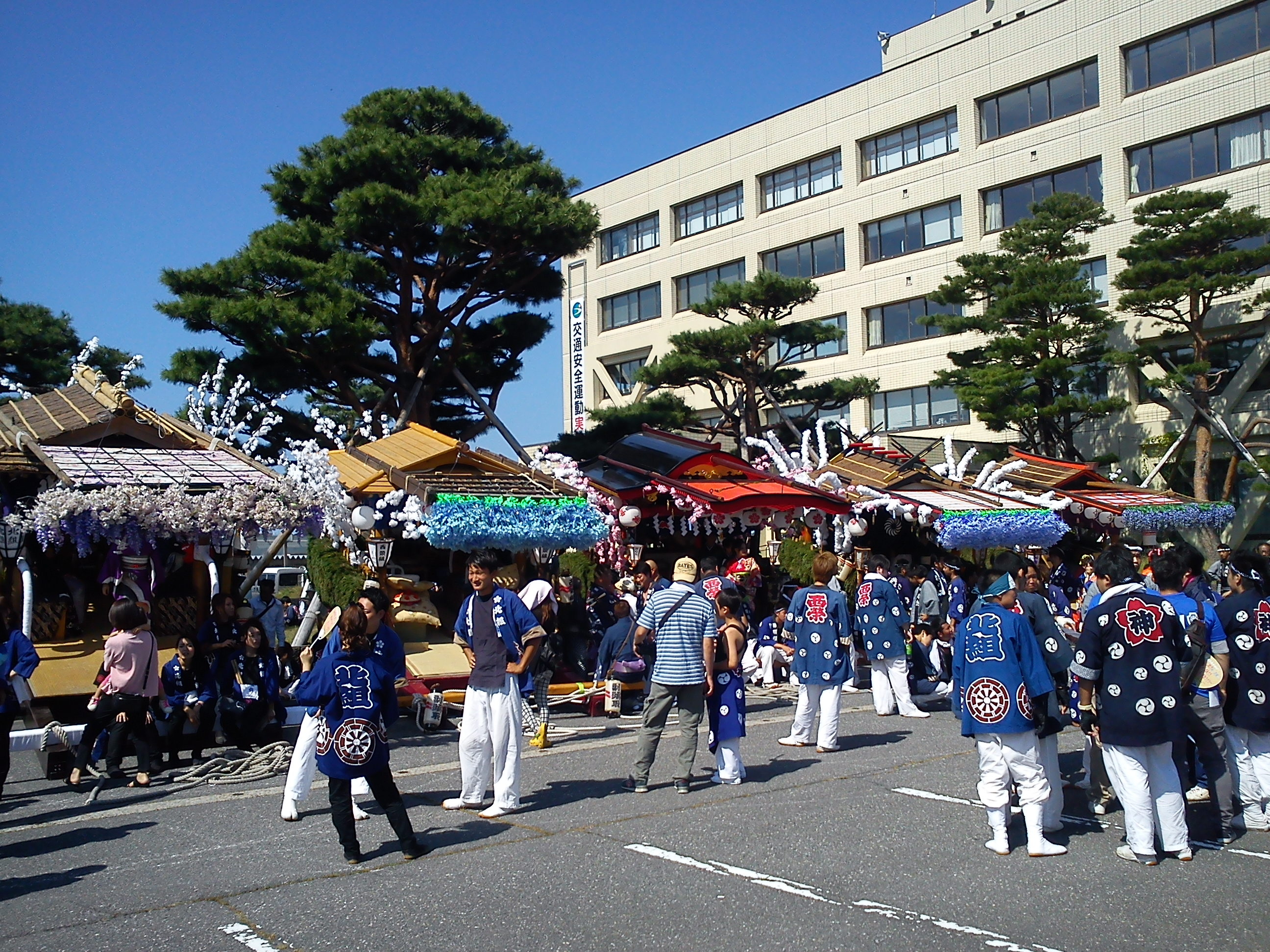
山車（左から、北組、西栄組、神明組、驛新組、本組）

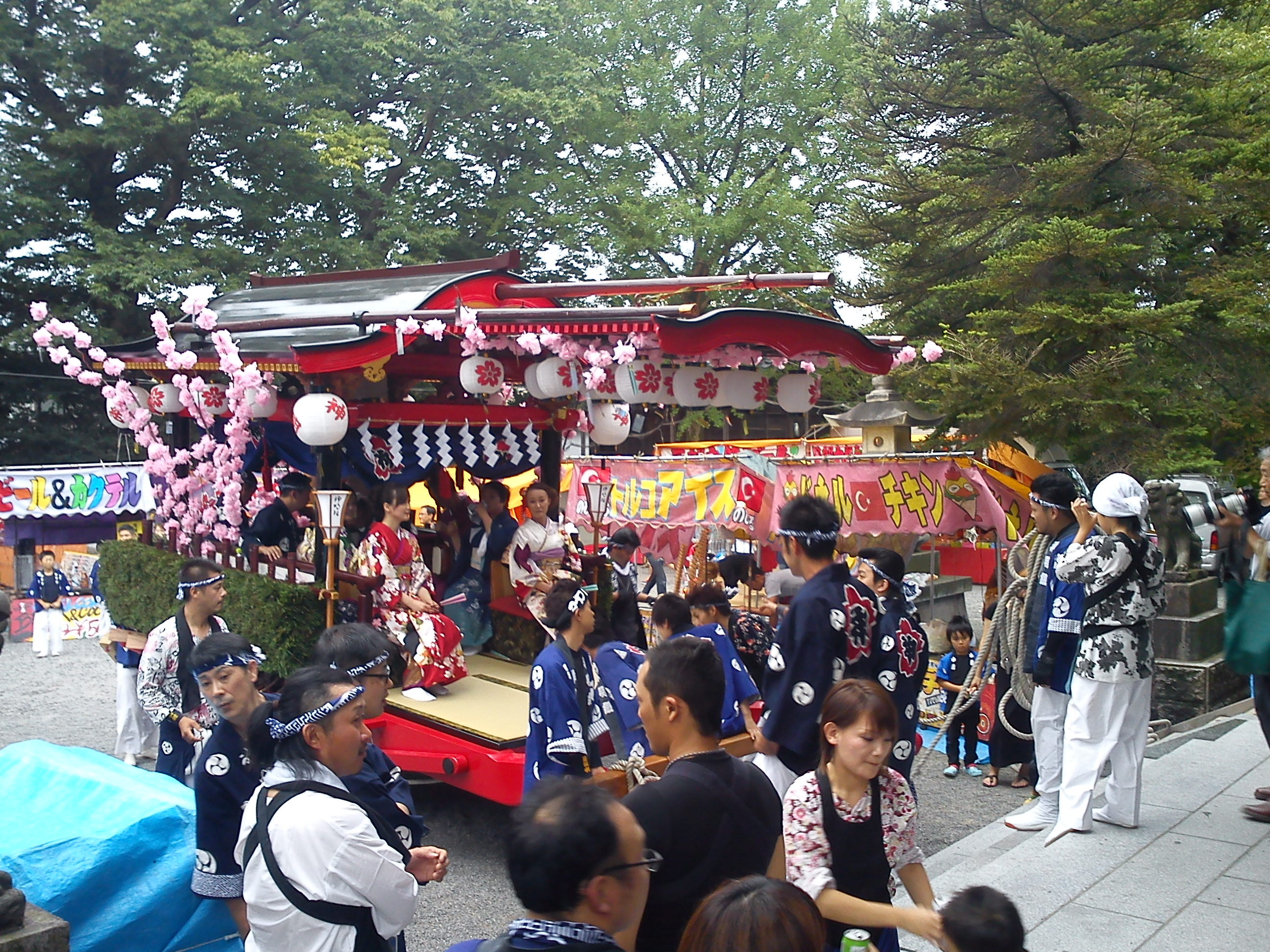
山車（神明組）

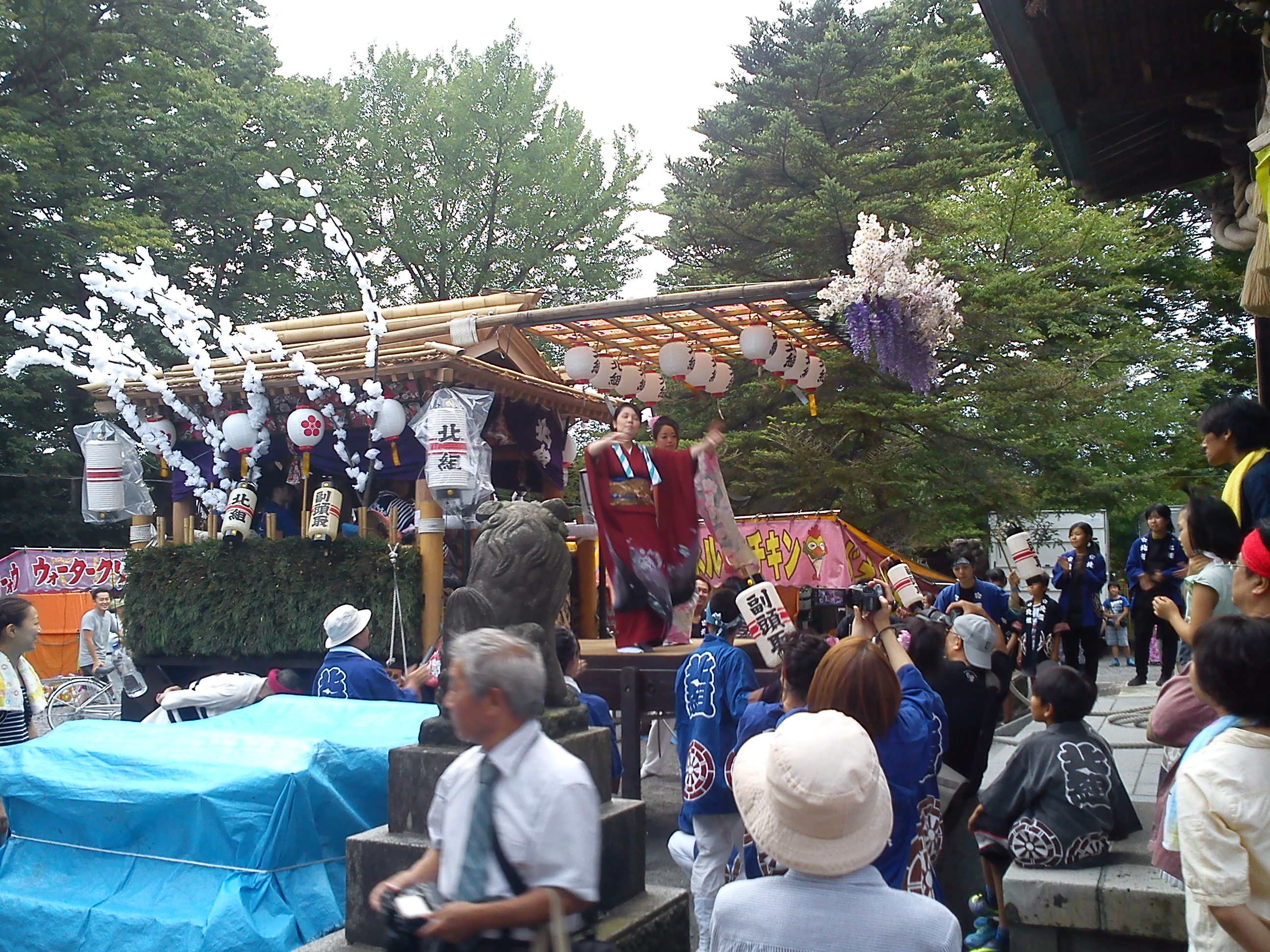
芸者の踊り（北組）

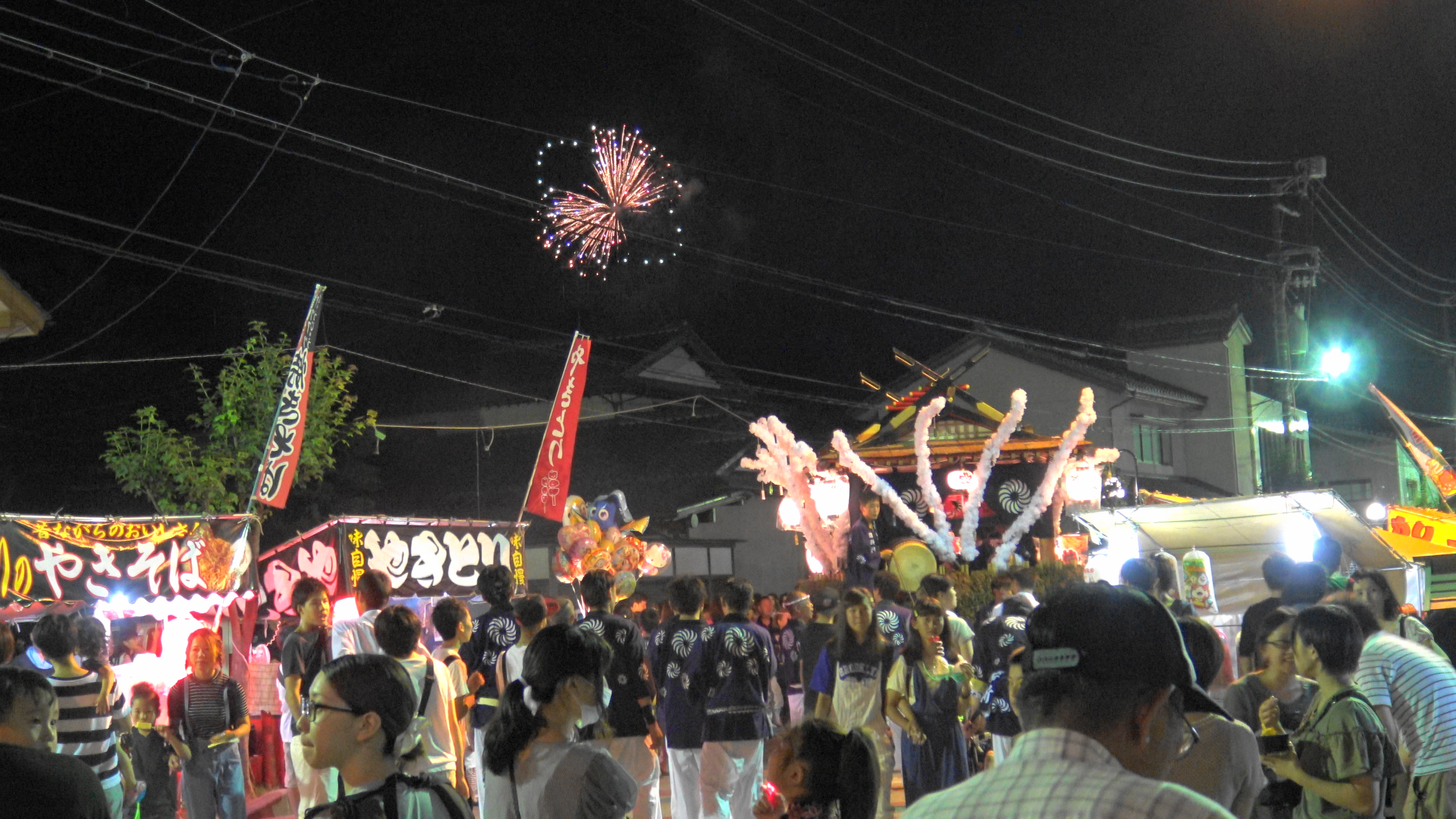
山車（驛新組）

中条祭り（なかじょうまつり）とは、新潟県胎内市熊野若宮神社の例大祭のこと。毎年9月3日から9月6日にかけて行われる。古くは「熊野若宮神社大祭」と呼ばれており、昭和48年（1973年）から昭和53年（1978年）までは「中条町振興まつり」、昭和54年（1979年）から「中条まつり（中条祭り）」と呼ばれている。また「中条大祭」と表記される場合もある。本町通りから熊野若宮神社境内にかけて、200軒ほどの出店が立ち並ぶ。

## 日程
9月3日　民謡流し
9月4日　出店・山車（煽り合い）・台輪等

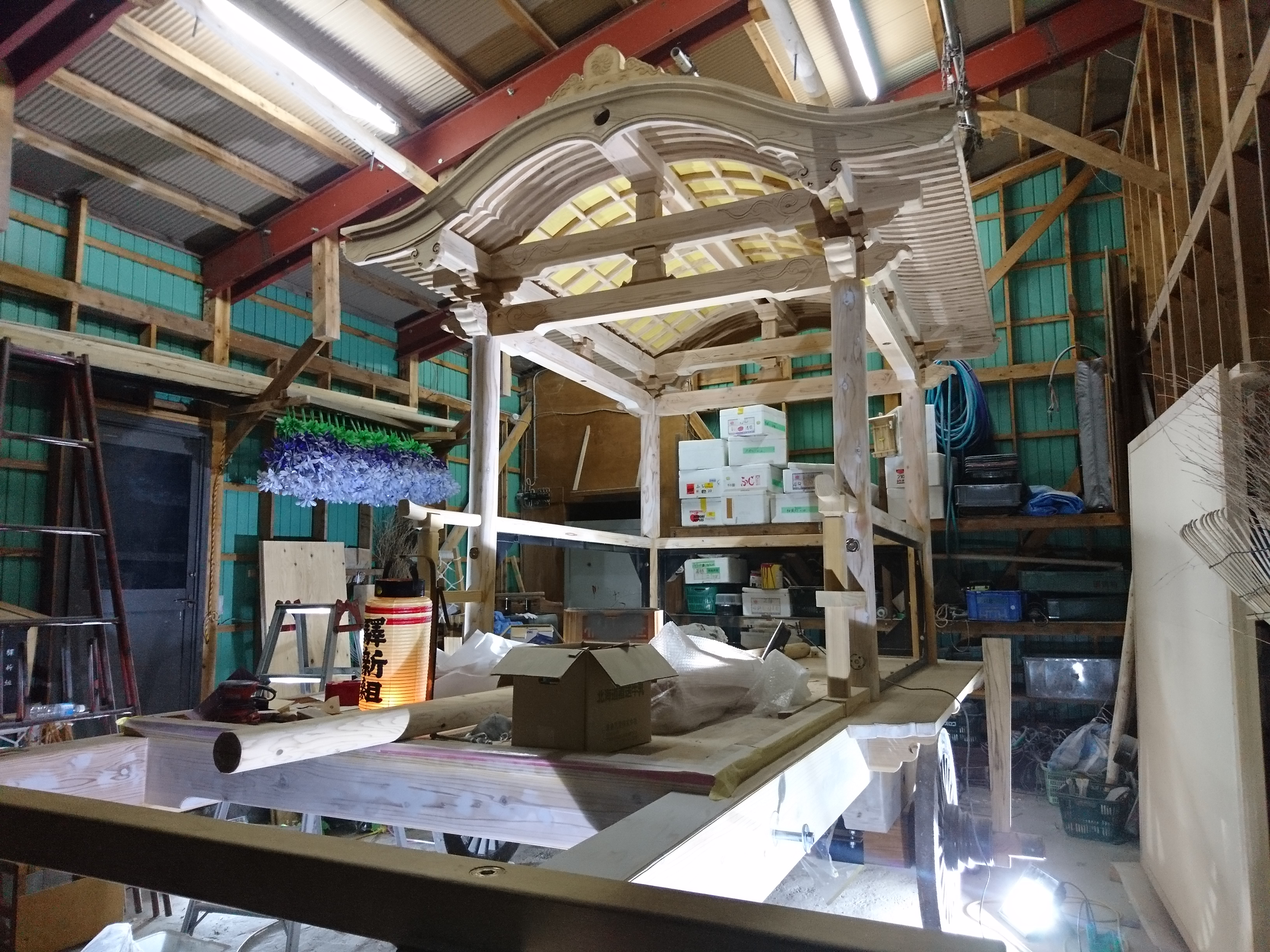
製作中の山車（驛新組）

9月5日　出店・山車（5組の山車による一斉煽り合い）・台輪・神輿・朝太鼓・他イベント多数
9月6日　出店・山車（煽り合い）

## 山車について

### 歴史

#### 人形を乗せた2階建ての山車
中条祭りの山車は、1862年（文久2年）神明組が熊野若宮神社から小台輪を譲り受けた事に始まる。この小台輪を神明組は1880年（明治13年）に手直しを行い、山車として初めて曳き回しを行う。この頃の山車は2階建てであり、1階にお囃子を乗せ、2階には人形（神明組は神武天皇、北組は乃木大将）を乗せていた。しかしこの2階建ての山車は10年程で（もしくは明治後期に）終わったものと考えられている。

#### 芸者を乗せた平屋の山車
1876年（明治9年）、それまで各町内にあった廊を新町に集め花柳界が作られる。
明治中頃から明治終わりにかけて、新町では芸者と三味線による門付けが行われ、明治後期から昭和初期にかけては、舞台で芸者総出の手踊りが行われる。
1902年（明治35年）頃、舞台を真似た踊場（座敷）に東屋風の屋根を付け、芸者を乗せる山車が新町で製作される。この頃、新町は下町と共に下新組を創設。
神明組、北組、東西組（順不同）の山車も製作され、大正初期には現在と同じ形の山車が製作されている。
その後は戦争による中断【1940年（昭和15年）頃～終戦】があるものの、神明組が1945年（昭和20年）に樽神輿で祭りに復帰。1946年（昭和21年）には山車を新造する。新町も単独で1946年（昭和21年）樽神輿で祭りに復帰すると、1947年（昭和22年）には驛新組として山車を新造する。北組も1947年（昭和22年）山車を新造し祭りに復帰した。東西組は、戦後休止したまま消滅する。
1971年（昭和46年）、西栄町が山車を新造し西栄組として祭りに参加。山車製作に当たっては、善良寺の縁の下に保管されていた東西組の車輪を使用する。この他、善良寺には屋根や台等があり、戦前善良寺で山車の製作が行われていたと考えられる。
1972年（昭和47年）、本町がこども山車を製作し本町組として祭りに参加。1991年（平成3年）には現在の大きさの山車を製作し、1999年（平成11年）に本組となる。
1975年（昭和50年）、北組はこども山車に変更するものの、1988年（昭和63年）に現在の山車へ再度変更する。
※ 驛新組の山車の表記は「花車」であるが、便宜上「山車」と表記する。

### 特徴
・二輪、平屋造り、芸者の踊場がある。
・山車には芸者、三味線、歌い手、太鼓、篠笛が乗っており、生演奏と共に芸者が踊りを披露する。
・「杉入れ」と呼ばれる杉枝による飾付けがある。このため杉の良い香りがする。
・二輪構造のため、シーソーのように両端を上下することが可能で、山車の両端を勢い良く上下させる事を「煽り（あおり）」と呼び、複数の山車による煽りを「煽り合い」と呼ぶ。
・車軸には楔が刺してあり、曳き回しにおいては車輪と楔が擦れることにより「ギーギー」と音を発する。

### 各組の山車
神明組
創設：1880年（明治13年）
囃子：神明囃子　京都祇園流のもの
北組
創設：明治中期
囃子：北町囃子　京都祇園流のもの
驛新組
創設：1902年（明治35年）頃【当時は下新組】
囃子：囃子太鼓（呼び太鼓）　新町の店で使われていたもの
西栄組
創設：1971年（昭和46年）
囃子：上り囃子　西栄組独自に考案したもの
本組
創設：1972年（昭和47年）【当時は本町組】
囃子：本囃子　本組独自に考案したもの
東西組（消滅）
創設：不明
囃子：不明

## 台輪について

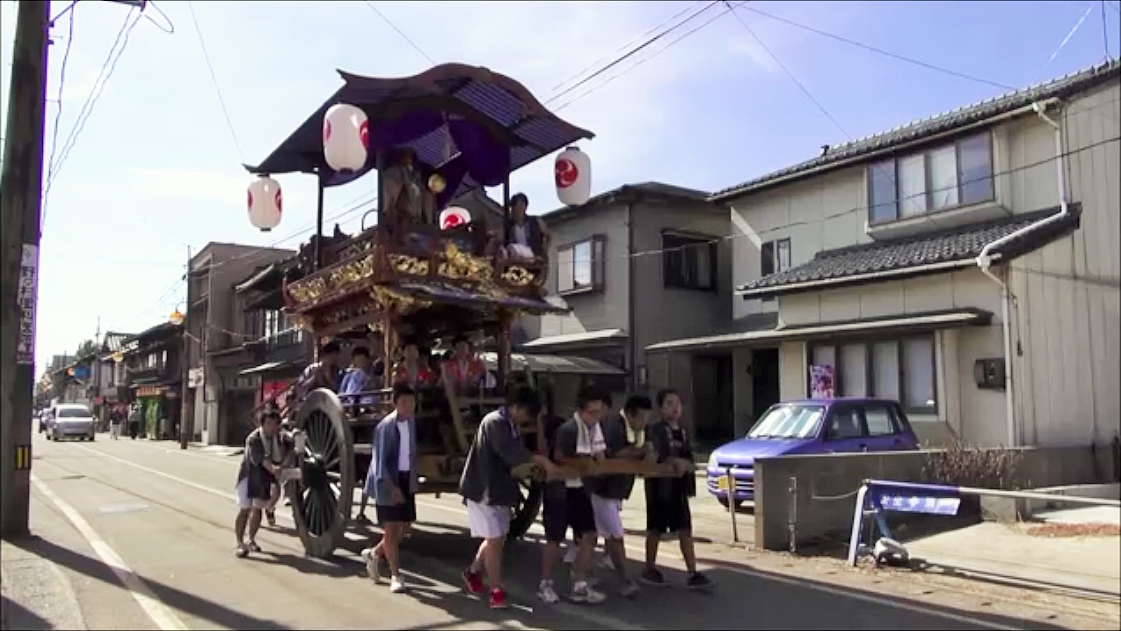
台輪

### 歴史
1768年（明和5年）会津から移り住んだ会津屋源八により寄進されたものに始まる（神明組に譲った小台輪はこの台輪と考えられる）。
現在の台輪（二代目）は1862年（文久2年）村上の山脇三作によって作られたもの。1台の台輪が熊野若宮神社に現存している。

### 特徴
・二輪、2階建て。
・1階にお囃子を乗せ、2階に人形（猩猩様）を乗せている。（芸者は乗せていない）
・山車の曳き回しと異なり、煽りは行わない。
・先述の「山車」と同じ祭屋台であるが、こちらは「台輪」と呼ばれている。